# Niedersimten
Niedersimten ist ein Stadtteil von Pirmasens. Lange eine selbständige Gemeinde, wurde Niedersimten im 19. Jahrhundert mit dem benachbarten Obersimten zur Gemeinde Simten zusammengelegt. Seit 1969 gehört der Ort zu Pirmasens.

## Geographie
Der Ort liegt südlich der Pirmasenser Kernstadt im Zweibrücker Hügelland, das in Richtung Osten in den Pfälzerwald übergeht. Zu Niedersimten gehört zusätzlich der Wohnplatz Rappeneck. Mitten durch den Ort verläuft die Felsalb. Vor Ort nimmt sie innerhalb des Siedlungsgebiets den Ohmbach, den Finsterbach und den Gersbach auf. Im Westen der Gemarkung mündet außerdem von rechts der Große Littersbach in die Felsalb.

## Geschichte

### Mittelalter
Da sich der Name wahrscheinlich vom keltischen sympeton (Schöpfstelle) herleitet, geht die Forschung von einer sehr frühen Besiedlung des Orts aus. Die älteste erhaltene Ersterwähnung des Namens stammt von 1150. Das Dorf lag im Amt Lemberg der Grafschaft Zweibrücken-Bitsch und dort in der Amtsschultheißerei Vinningen.

### Frühe Neuzeit
1570 verstarb Graf Jakob von Zweibrücken-Bitsch (* 1510; † 1570) als letztes männliches Mitglied seiner Familie. Das Amt Lemberg erbte seine Tochter, Ludovica Margaretha von Zweibrücken-Bitsch, die mit dem (Erb-)Grafen Philipp (V.) von Hanau-Lichtenberg verheiratet war. Ihr Schwiegervater, Graf Philipp IV. von Hanau-Lichtenberg, gab durch die sofortige Einführung des lutherischen Bekenntnisses dem streng römisch-katholischen Herzog Karl III. von Lothringen Gelegenheit, militärisch zu intervenieren, da dieser die Lehnshoheit über die ebenfalls zum Erbe gehörende Herrschaft Bitsch besaß. Im Juli 1572 besetzten lothringische Truppen die Grafschaft. Da Philipp IV. der lothringischen Übermacht nicht gewachsen war, wählte er den Rechtsweg. Beim anschließenden Prozess vor dem Reichskammergericht konnte sich Lothringen hinsichtlich der Herrschaft Bitsch durchsetzen, das Amt Lemberg dagegen – und somit auch Niedersimten – wurde der Grafschaft Hanau-Lichtenberg zugesprochen.
1736 starb mit Graf Johann Reinhard III. der letzte männliche Vertreter des Hauses Hanau. Aufgrund der Ehe seiner einzigen Tochter, Charlotte (* 1700; † 1726), mit dem Erbprinzen Ludwig (VIII.) (* 1691; † 1768) von Hessen-Darmstadt fiel die Grafschaft Hanau-Lichtenberg nach dort.

### Neuzeit
Im Zuge der Französischen Revolution fiel der linksrheinische Teil der Grafschaft Hanau-Lichtenberg – und damit auch das Amt Lemberg und Niedersimten – 1794 an Frankreich. Zunächst unterstand der Ort dem Kanton Breidenbach, ab 1801 war Erlenbrunn in den Kanton Bitche eingegliedert. 1802 hatte der Ort insgesamt 130 Einwohner. 1814 wechselte der Ort in den Kanton Pirmasens. 1815 wurde der Ort Österreich zugeschlagen. Bereits ein Jahr später wechselte die Gemeinde in das Königreich Bayern und war dort Bestandteil des Rheinkreises.
Da der Ort sich in der Roten Zone befand wurden die Bewohner mit Beginn des Zweiten Weltkriegs vorübergehend evakuiert.
Lange Zeit mit dem in der Landgrafenzeit gegründeten Obersimten zu einer Kommune vereinigt, wurde Niedersimten am 7. Juni 1969 nach Pirmasens eingemeindet.

## Religion

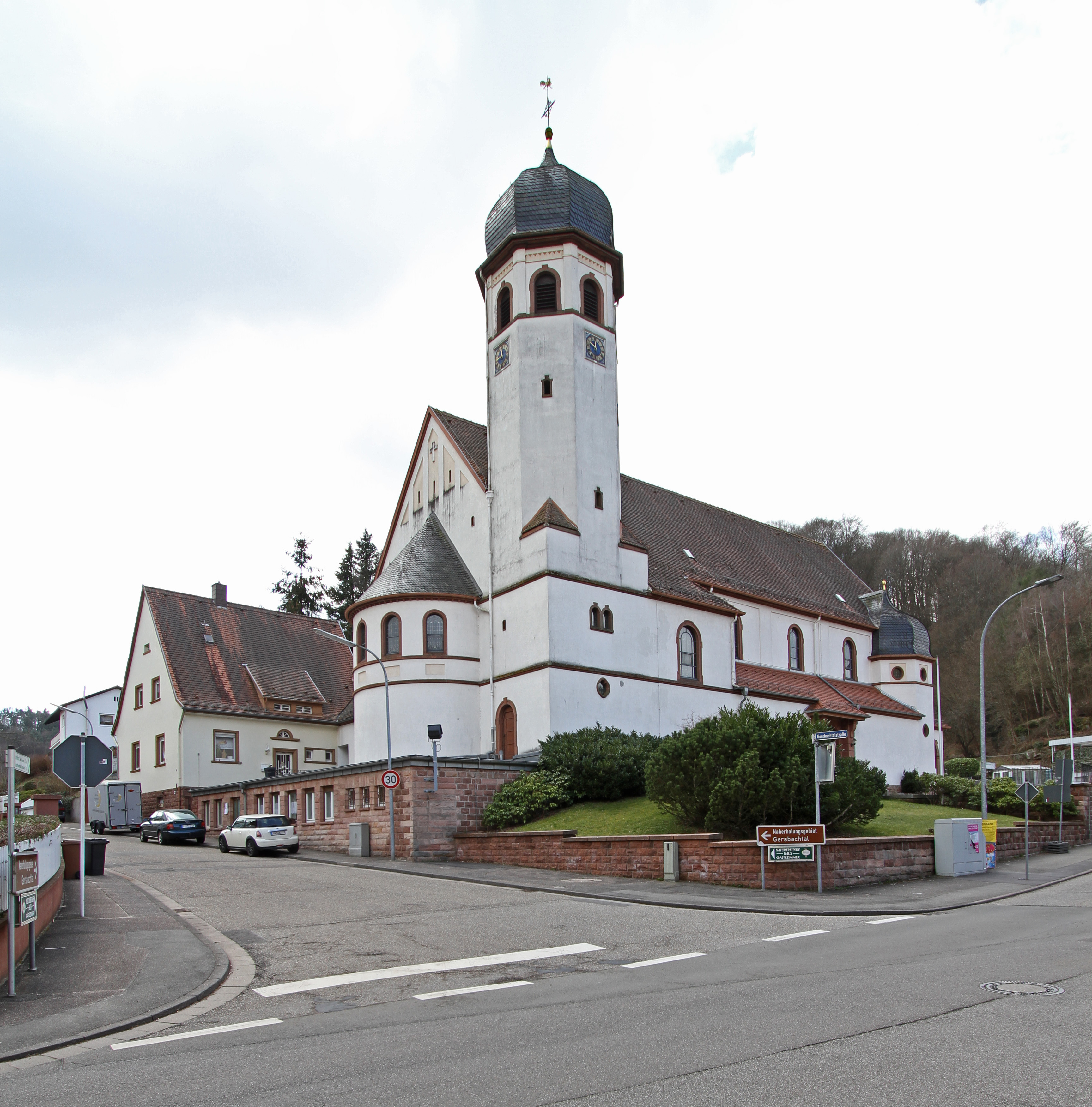
Herz-Jesu-Kirche

Vor der Französischen Revolution gehörte Niedersimten zur Pfarrei von Walschbronn. Es existiert vor Ort die katholische Kirche Herz Jesu sowie eine protestantische Kirche, die 1933 errichtet wurde.

## Politik

### Ortsbeirat
Für den Stadtteil Niedersimten wurde ein Ortsbezirk gebildet. Dem Ortsbeirat gehören neun Beiratsmitglieder an, den Vorsitz im Ortsbeirat führt der direkt gewählte Ortsvorsteher.
Für weitere Informationen zum Ortsbeirat siehe die Ergebnisse der Kommunalwahlen in Pirmasens.

### Ortsvorsteher
- Lukas Eitel (CDU), ab 2024[6]

- Timo Völker (CDU), 2019 bis 2024[7][8]

- Kurt Sennewald (CDU), bis 2019

## Kultur

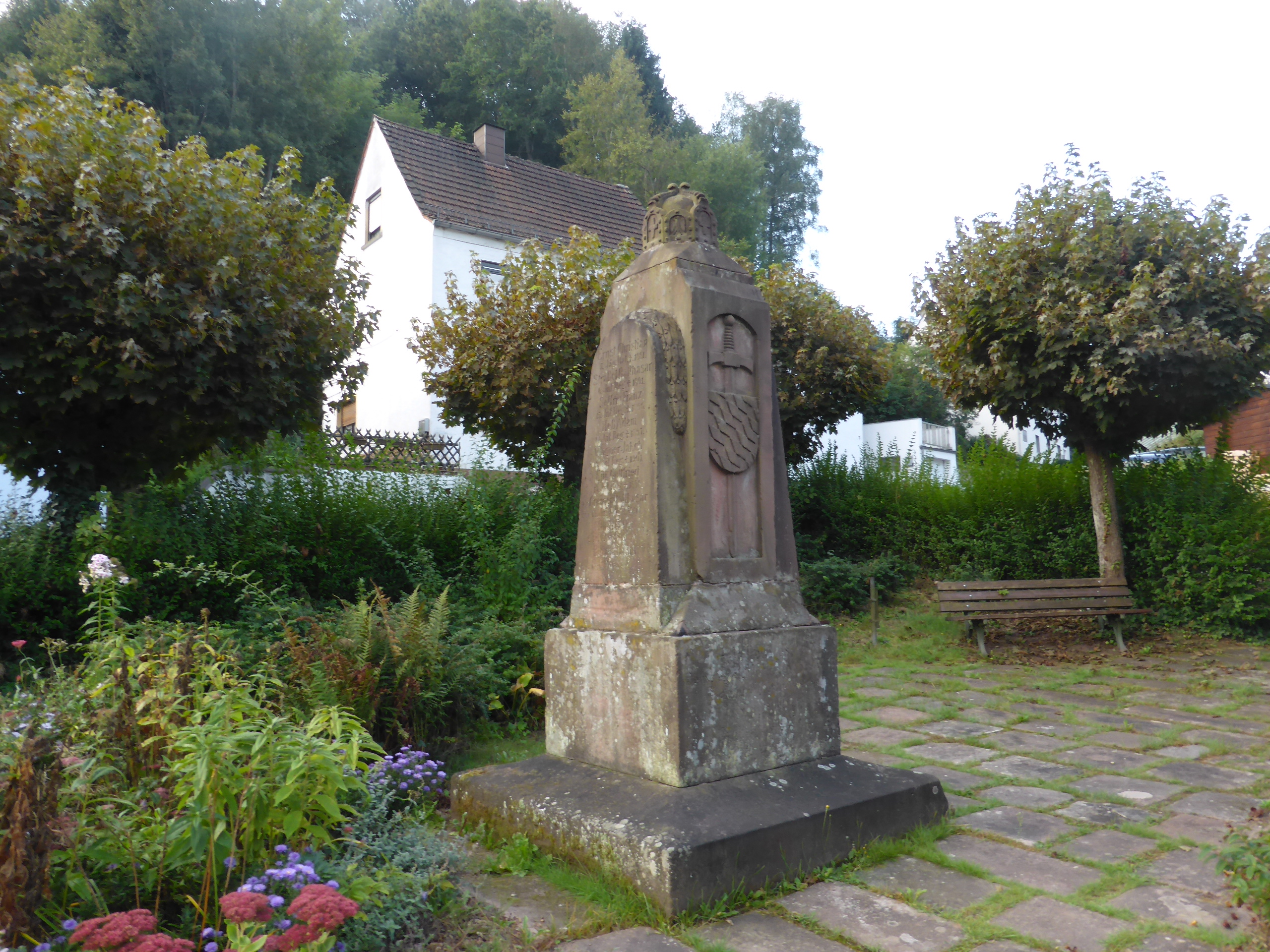
Denkmalgeschütztes Kriegerdenkmal

### Kulturdenkmäler
Vor Ort befinden sich insgesamt sechs Objekte, die unter Denkmalschutz stehen, darunter das Kriegerdenkmal und die katholische Kirche Herz Jesu.

### Museen
In Niedersimten befindet sich das Westwallmuseum Pirmasens, das im früheren Festungswerk Gerstfeldhöhe untergebracht ist.

### Natur
Südlich des Ortes existiert der als Naturdenkmal ausgewiesene Teufelsfelsen.

## Wirtschaft und Infrastruktur

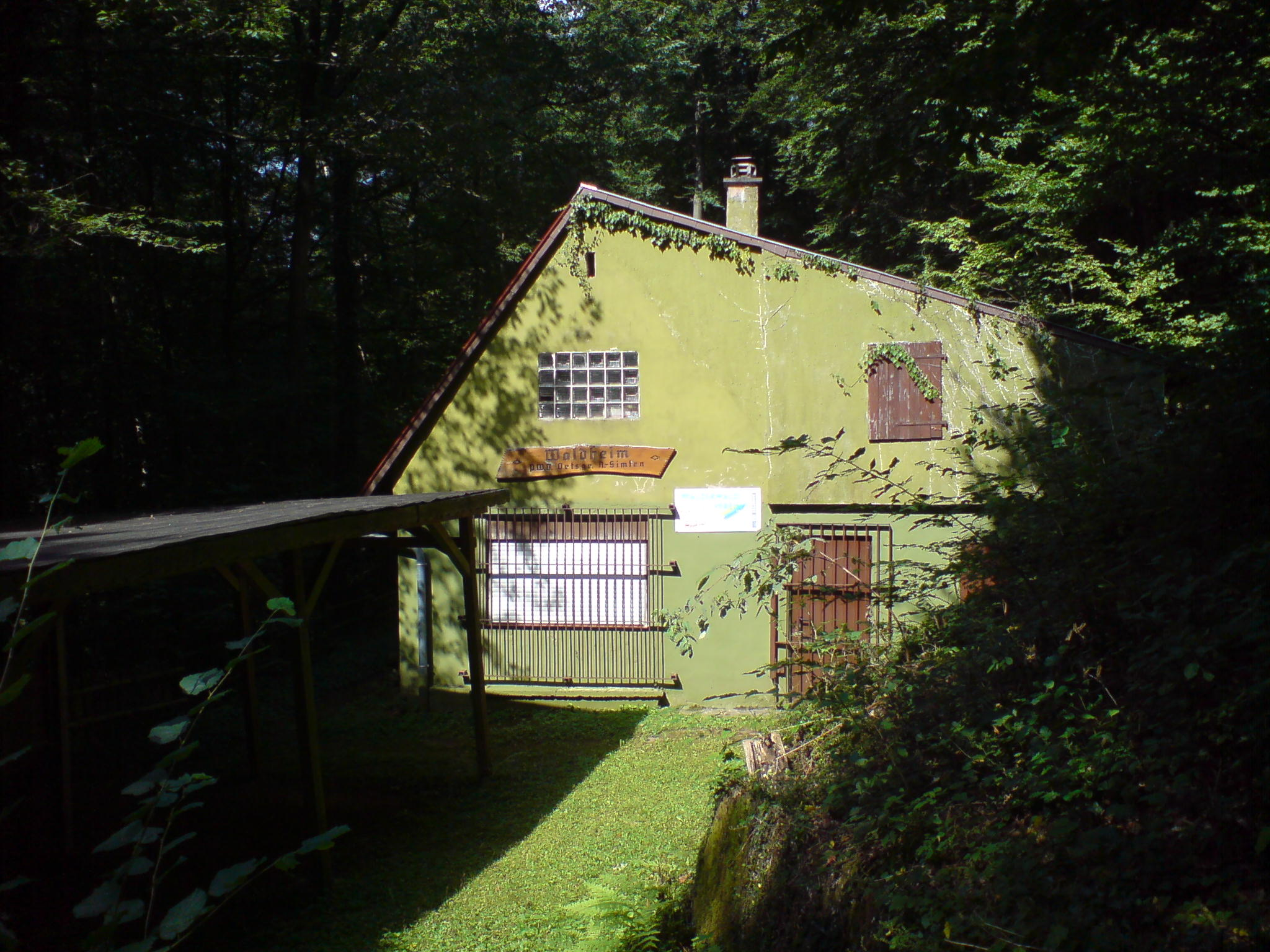
Waldheim am Rappeneck

### Verkehr
Der Ortsteil ist über die von den Stadtwerken Pirmasens betriebene Buslinie 210 an den öffentlichen Personennahverkehr angebunden. Mitten durch den Ort verläuft die Landesstraße 484, die eine Verbindung mit der Pirmasenser Kernstadt sowie Vinningen herstellt.

### Tourismus
Die Ortsgruppe Niedersimten des Pfälzerwald-Vereins betreibt das nordwestlich des Siedlungsgebiets befindliche Waldheim am Rappeneck.

## Persönlichkeiten

### Söhne und Töchter des Ortes
- Roland Seffrin (1905–1985), Pädagoge und Politiker (Zentrumspartei, später CDU)

### Personen, die vor Ort gewirkt haben
- Heinrich Hartz (1886–1965), katholischer Priester, wirkte vor Ort als Pfarrer